# Deddington Castle

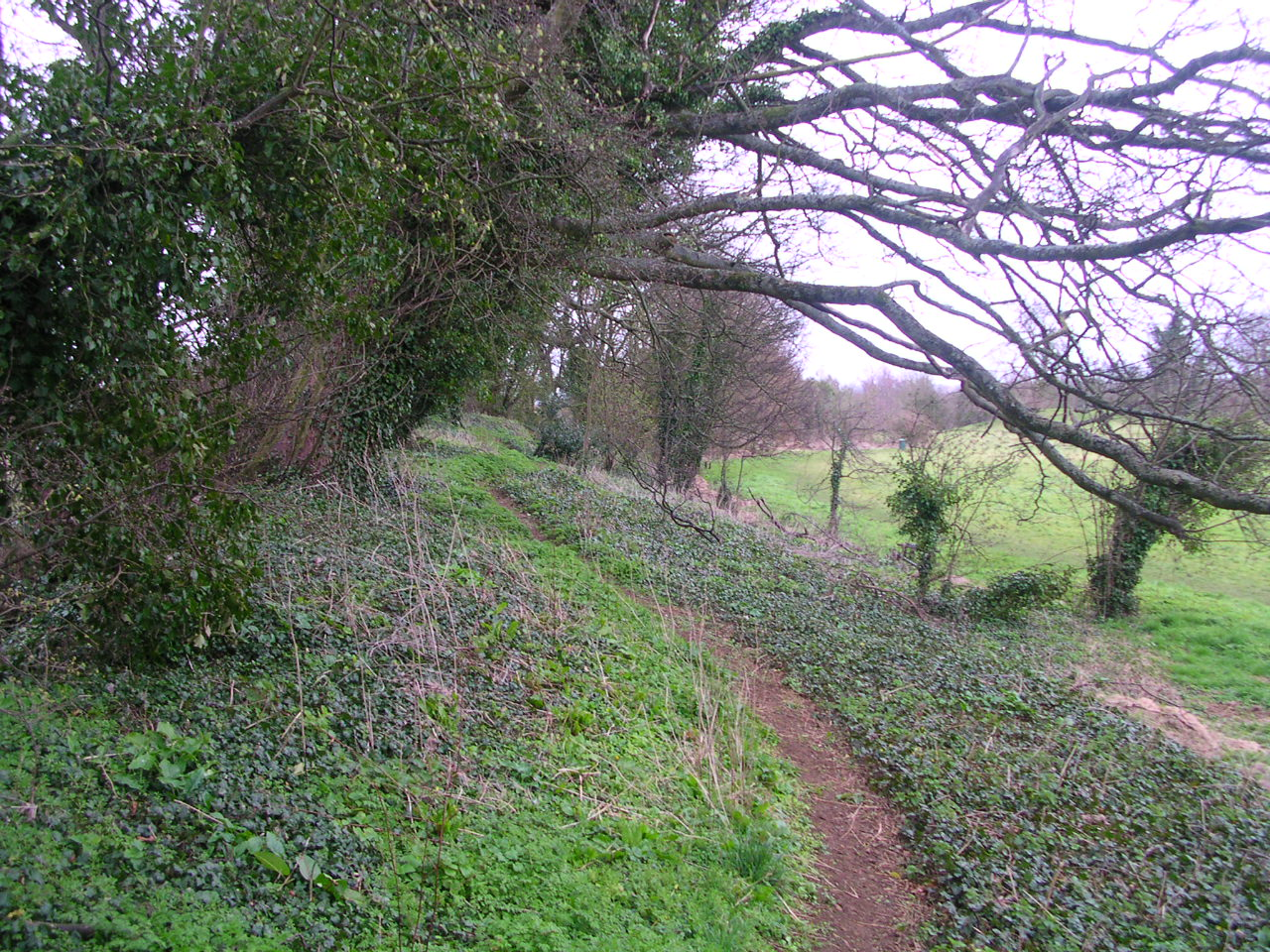
Nördlicher Wall des westlichen Burghofes; der Mound ist auf der rechten Seite zu sehen.

Deddington Castle ist eine abgegangene Burg im Dorf Deddington in der englischen Grafschaft Oxfordshire. Die Burg wurde nach der normannischen Eroberung Englands 1066 auf einem reichen angelsächsischen Anwesen auf Geheiß von Bischof Odo von Bayeux errichtet. Die Motte bestand aus einem zentralen Mound und zwei Burghöfen, sodass von dort aus die Region verwaltet werden konnte und sie eine starke Militärbasis im Falle einer angelsächsischen Revolte darstellte. Die Ländereien des Bischofs wurden nach einer erfolglosen Revolte gegen den König Wilhelm II. 1088 enteignet und Deddington Castle kam zurück unter königliche Kontrolle. Der anglonormannische Adlige William de Chesney erwarb die Burg im 12. Jahrhundert und ließ sie in Stein neu aufbauen, wobei eine steinerne Kurtine um die Kernburg mit Wehrturm, Torhaus und Wohngebäuden gezogen wurde.
Nach De Chesneys Tod stritten sich seine Nachkommen um die Kontrolle über die Burg bei Hofe und so nahm König Johann Ohneland Deddington Castle Anfang des 13. Jahrhunderts mehrmals zeitweise in seinen Besitz. Schließlich bestätigte er, dass die Burg sich im Besitz der Familie Dive befinde und diese Familie hielt das Eigentum daran für die nächsten 1½ Jahrhunderts. 1281 wurde die Burg von einer Gruppe Männer gestürmt, die die Tore aufbrachen, und 1312 könnte der königliche Favorit Piers Gaveston von seinen Feinden kurz vor seiner Hinrichtung dort gefangen gehalten worden sein. Ab dem 13. Jahrhundert verfiel Deddington Castle und die Zeitgenossen beschrieben es bald als „zerstört“ und „schwach“. Im Jahre 1364 kauften Dean and Canons of Windsor die Burg und begann mit dem Verkauf der Bausteine. Die Überreste der Burg dienten etlichen Berichten nach sowohl den Royalisten als auch den Parlamentaristen im englischen Bürgerkrieg des 17. Jahrhunderts.
Im 19. Jahrhundert wurde Deddington Castle als Sportanlage für den örtlichen Adel umgebaut. Dann wurde es an die Gemeindeverwaltung von Deddington verkauft, die 1947 in der Kernburg Tennisplätze anlegen lassen wollte. Nach der Entdeckung mittelalterlicher Überreste und einer folgenden archäologischen Untersuchung gab man diese Pläne auf und die Westhälfte der Burgruine wurde zu einem öffentlichen Park. Im 21. Jahrhundert verwaltet English Heritage die Kernburg, während die östliche Hälfte der ehemaligen Burg weiterhin landwirtschaftlich genutzt wird. Das Anwesen gilt als Scheduled Monument.

## Geschichte

### 11. Jahrhundert
Deddington Castle ließ Bischof Odo von Bayeux kurz nach der normannischen Eroberung Englands im Dorf Deddington errichten. Deddington war damals eine der größten Siedlungen in der Grafschaft Oxfordshire und das Burggelände war vorher von den Angelsachsen besetzt, die es vermutlich zur Verwaltung ihrer Ländereien nutzten. Odo von Bayeux war der Halbbruder von König Wilhelm dem Eroberer, der ihm nach der Invasion weitläufige Ländereien überließ, die sich über 22 Grafschaften verteilten. Deddington war eine der reichsten Grundherrschaften von Odo von Bayeux und befand sich im Zentrum seiner Ländereien in Oxfordshire und Buckinghamshire. Die Burg wurde vermutlich gebaut um als Caput oder administratives Zentrum seiner Ländereien in der Region und als Militärbasis im Falle einer angelsächsischen Revolte zu dienen.
Die Burg stand damals an der Ostseite des Hauptteils der Siedlung, auf der anderen Seite wie die Kirche, auf einem Sporn über einem nahegelegenen Wasserlauf. Odo von Bayeux ließ Erdwerke aufrichten, um zwei je etwa 3,4 Hektar große Burghöfe einzufrieden und einen Mound zwischen den beiden aufschütten. Der westliche Burghof war etwa 170 Meter × 240 Meter groß und war durch einen 5 Meter hohen Erdwall und einen 15 Meter breiten Graben eingefriedet. Die Oberkante der Erdwerke formte eine etwa 2,5 Meter breite Ringmauer. Der westliche Burghof besaß je einen Eingang an der Westseite und in der Nordostecke. Der östliche Burghof erstreckte sich den Hügel hinunter bis zum Wasserlauf und vermutlich befanden sich darin zwei Fischteiche. Auch ein weiterer Fischteich von der Burg weiter entlang des Wasserlaufs nach Südosten namens „The Fishers“ war vermutlich ebenfalls mit der Burg verbunden. Um diese Zeit wurde ein L-förmiger Rittersaal aus Stein in der Nähe des Mounds im westlichen Burghof gebaut.
Die Burganlage war für diese Region und diese Zeit ungewöhnlich; üblicherweise waren die Festungen der Normannen kleinere Ringwerke. Dies wirft ein Schlaglicht sowohl auf die strategische Bedeutung des Standortes als auch auf die Macht ihres Erbauers. In Größe und Anlage war Deddington Castle der anfänglichen Version von Rochester Castle, einer weiteren großen Festung, die Odo von Bayeux bauen ließ, ähnlich.
Odo von Bayeux rebellierte 1088 ohne Erfolg gegen König Wilhelm II. und verlor danach alle seine Ländereien. Seine Grundherrschaften in Oxfordshire fielen an die Krone zurück, wurden aufgeteilt und Unterpächter zu Lehen gegeben, wobei es unklar ist, wer anfangs Deddington Castle bekam. Möglicherweise kontrollierte es der mächtige anglonormannische Baron Robert de Beaumont, der Earl of Leicester 1130.

### 1100–1215

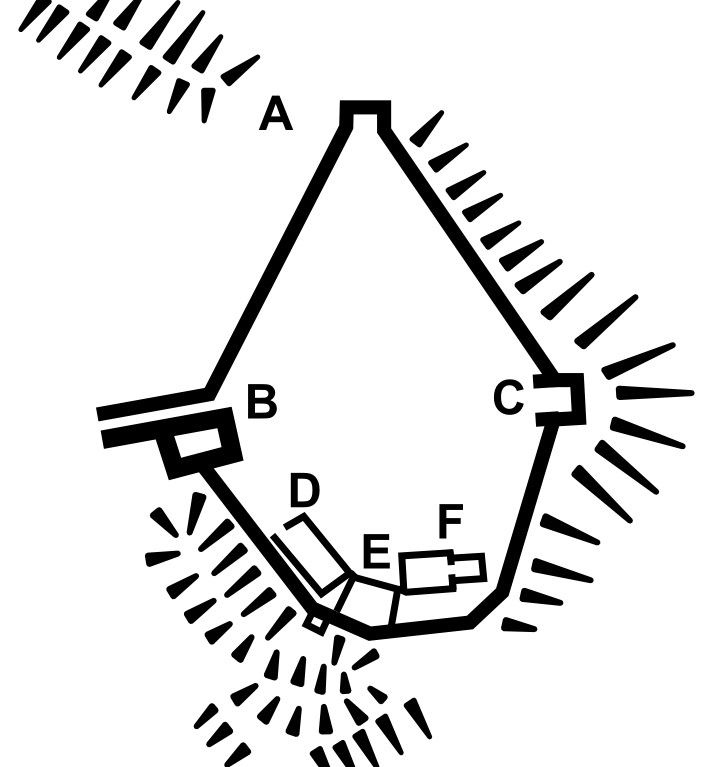
Kernburg, Mitte des 12. bis 13. Jahrhunderts: A – Eingang zum westlichen Burghof; B – Torhaus; C – Turm und Mound; D – Rittersaal; E – Solar; F – Kapelle

Anfang des 12. Jahrhunderts wurden weitere Erdwerke aufgeschüttet, um den westlichen Burghof in eine Vorburg von etwa 3 Hektar Größe und eine Kernburg am östlichen Ende von etwa 0,4 Hektar Größe aufzuteilen. Die Erdwerke wurden gegen den Rittersaal aufgeschüttet und begruben seine Westmauer teilweise. Man weiß nicht genau, warum die neuen Erdwerke aufgeschüttet wurden, aber es mag der Verstärkung der Befestigungen entweder gegen einen befürchteten Überfall von Robert II., Herzog der Normandie 1101 oder wegen der Versenkung des White Ship und der folgenden dynastischen Krise von 1120 gedient haben.
Um 1157 gehörte die Burg William de Chesney, einem anglonormannischen Adligen, der während der Anarchie König Stephan in der Region und dann nach dem Frieden 1154 König Heinrich II. unterstützt hatte. De Chesney ließ einen großen Teil der Burg neu aufbauen, wobei er um die Kernburg eine 2 Meter dicke Kurtine aus gemörteltem Eisensandsteinbruch ziehen ließ. Die Mauer verlief durch den Mound, wobei dessen Mittelteil entfernt wurde, um Platz für die Kurtine zu schaffen.
De Chesney ließ auch das Innere der Kernburg umbauen, ein Arbeitsprogramm, das von seinen Nachkommen über die folgenden Jahrzehnte hinweg fortgesetzt wurde. Die Arbeiten umfassten den Bau einer Kapelle, eines Rittersaals und eines Solars (Speisesaal für die Familie), sowie verschiedener Gebäude für die Dienerschaft. Ein hinten offener Turm mit rechteckigem Grundriss wurde oben am Mound in die Kurtine eingesetzt; dieser Turm musste später neu gebaut werden, vermutlich wegen des Drucks der Erdwerke des Mounds. Der Gipfel des Mounds wurde neu mit Steinplatten belegt, um Wege um den Gipfel zu schaffen. Ein steinernes Torhaus wurde an der Westseite der Mauer errichtet und bildete den Eingang von der Vorburg aus.
De Chesney starb zwischen 1172 und 1176 und die Krone verlehnte dann die Burg an Ralph Murdoc, De Chesneys Neffe und bevorzugten Gefolgsmann von König Heinrich II. Murdoc war aber bei König Heinrichs Nachfolger, Richard I., unbeliebt und so ergriffen Murdocs Verwandte, Guy de Dive und Matilda de Chesney, die Gelegenheit, ihn vor den königlichen Gerichtshof zu verklagen und je ein Drittel seiner Ländereien zu beanspruchen. Die Ländereien um die Burg wurden Guy de Dive zugesprochen, in „Castle Manor“ umbenannt und blieben bis zur Mitte des 14. Jahrhunderts in seiner Familie. Als Johann Ohneland aber den englischen Thron bestieg, scheint er Deddington konfisziert zu haben. Die Grundherrschaft wurde erst 1204 am Guy de Dive zurückgegeben worden zu sein, wobei Deddington Castle sogar von dieser Vereinbarung ausgenommen wurde und bis ins folgende Jahr wieder unter königliche Kontrolle kam. Nach De Dives Tod 1214 nahm Johann Ohneland die Burg erneut zurück unter königliche Kontrolle, wo sie bis zum Tod des Königs im Folgejahr verblieb.

### 1215 bis 18. Jahrhundert

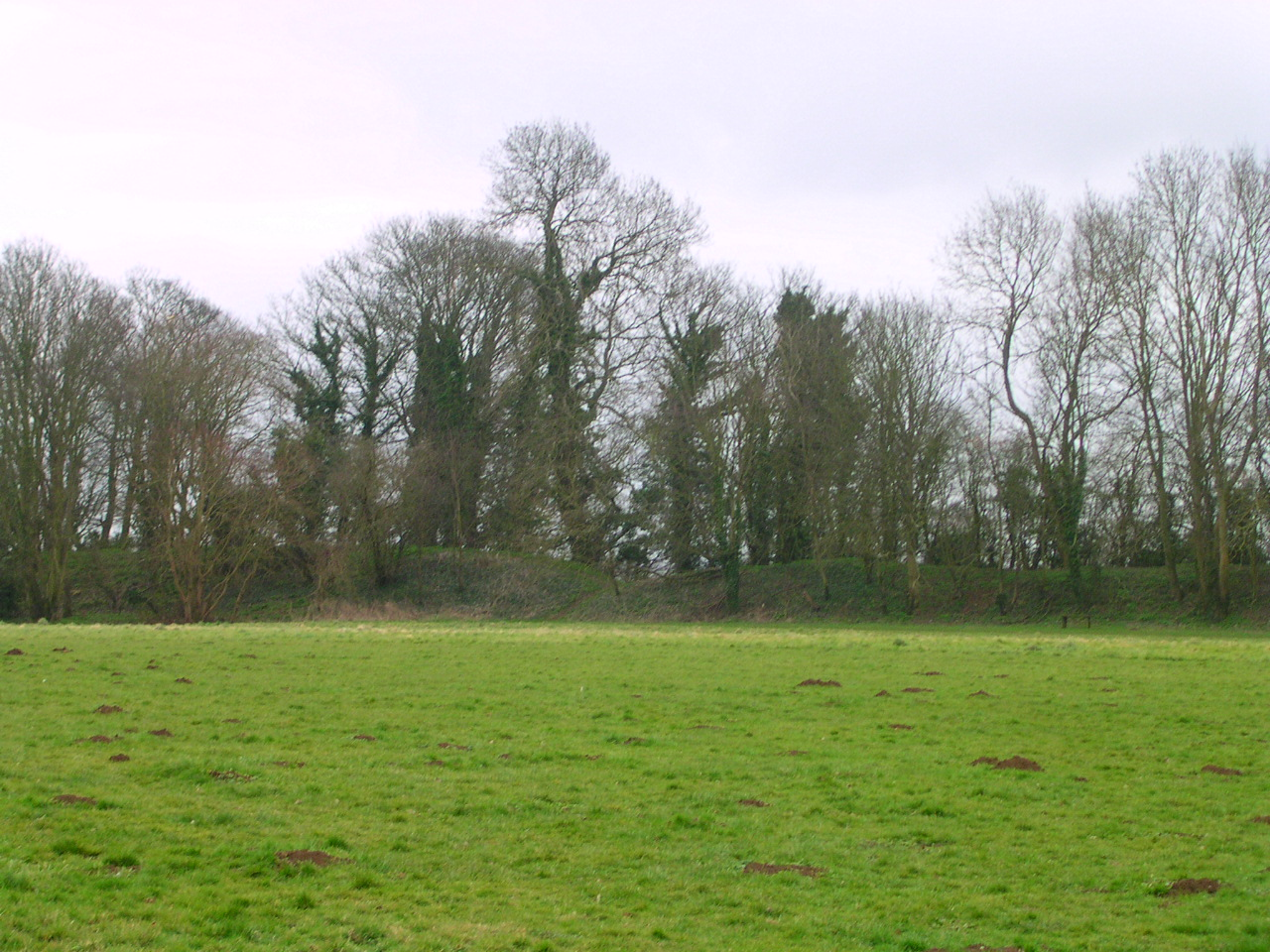
In der Vorburg mit Blick nach Süden

Sowohl das Dorf Deddington als auch Deddington Castle verfielen im 13. Jahrhundert. Auch wenn das Dorf zu einem Borough mit neuen, geplanten Straßen, die sich nach Westen, weg von Deddington Castle, erstreckten, gewachsen war, wurde es doch von dem neueren, nahegelegenen Zentrum Banbury wirtschaftlich überflügelt. Die Burgen im Tal der Themse, die keine starken Verteidigungsbauwerke hatten, wurden in dieser Zeit größtenteils aufgegeben und Deddington Castle war keine Ausnahme. Um 1277 beschrieben Zeitgenossen die Burg als „alte, zerstörte Burg“. Im Jahre 1281 konnten Robert of Aston und eine Gruppe von Männern die Tore zur Burg aufbrechen und eindringen. Die Burg galt in einem Bericht von 1310 als „schwach“ und danach wurden keine Reparaturen mehr an dem Anwesen durchgeführt.
1312 könnte der königliche Favorit Piers Gaveston Deddington Castle an sich gerissen haben. Gaveston war ein enger Freund von König Eduard II., hatte aber viele Feinde unter den größeren Baronen; er ergab sich ihnen unter dem Versprechen, dass er unversehrt bliebe. Er wurde von Aymer de Valence, dem Earl of Pembroke, nach Süden verbracht und am 9. Juni in Deddington eingesperrt, als er ausritt, um seine Gattin zu besuchen. Oft hört man, dass Gaveston auf Deddington Castle eingesperrt worden sein soll, aber er könnte auch im Pfarrhaus des Ortes geweilt haben. Guy de Beauchamp, der Earl of Warwick, konnte Gaveston besonders schlecht leiden und am nächsten Morgen ergriff er die günstige Gelegenheit, ihn festzunehmen und nach Warwick Castle zurückzubringen, wo Gaveston schließlich der Prozess gemacht und er von seinen Feinden hingerichtet wurde.
Im 14. Jahrhundert war die Burg weiterhin bewohnt, allerdings in einer Weise, die der Archäologe Richard Ivens mit einer Hausbesetzung vergleicht: Die oberen Stockwerke des Turmes waren aufgegeben worden und Holz wurde entlang der Innenseiten der Mauern in wilden Lagerfeuern verbrannt. 1364 kaufte Dean and Canons of Windsor die Burg, den Park und die früheren Fischweiher von Thomas de Dive; der neue Besitzer verpachtete die landwirtschaftlichen Flächen, behielt sich aber das Recht der niederen Gerichtsbarkeit und die Profite daraus vor. Der Turm wurde in dieser Zeit abgerissen, möglicherweise in Verbindung mit dem 1377 erfolgten Verkauf von Bausteinen aus der Kurtine an Canons of Bicester. Bei seinem Besuch im 16. Jahrhundert stellte der Geschichtsforscher John Leland nur fest: „Es gab einmal eine Burg in Deddington.“
Das Dorf Deddington war 1641–1645 wegen seiner Lage an der Hauptstraße von Oxford nach Banbury stark in den englischen Bürgerkrieg verwickelt. Der Historiker James Mackenzie notierte im 19. Jahrhundert, dass die Burg als zeitweilige Festung sowohl von royalistischen als auch von den parlamentaristischen Truppen in diesem Konflikt genutzt wurde und dass 1644 dort eine royalistische Garnison von den Parlamentaristen belagert wurde. Im 17. und 18. Jahrhundert diente das Burggelände als Weide und für den Einschlag von Holz.

### 19. bis 21. Jahrhundert

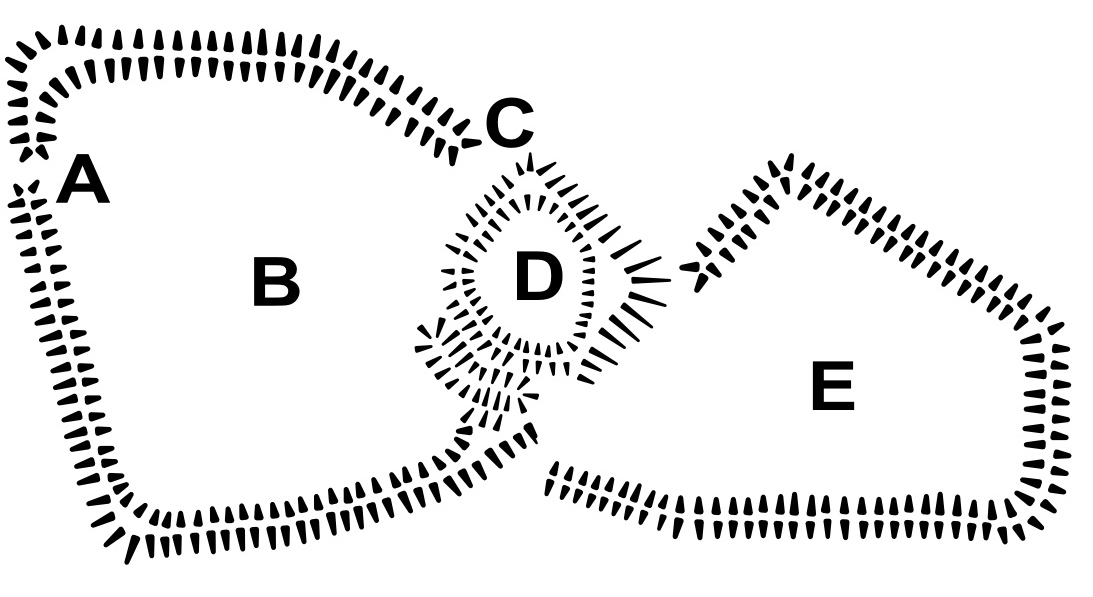
Skizze der Erdwerke im 21. Jahrhundert: A – westlicher Eingang; B – westliche Vorburg; C – nordöstlicher Eingang; D – Kernburg und Überreste des Mounds; E – östlicher Burghof

Im 19. Jahrhundert diente die Burg dem örtlichen niederen Adel als Club zur Entspannung, z. B. durch Cricket und Bogenschießen. Eine kleine Lodge wurde am Eingang erbaut, in der ein Trainer untergebracht war, ebenso wie ein „Pavillon“, eine Mischung aus Ballsaal und Café, auf dem Burggelände. 1886 ging das Anwesen von Dean and Canons of Windsor an die Ecclestical Commissioners der Church of England über. Der Pavillon wurde zu Beginn des 20. Jahrhunderts abgerissen. Weiterhin wurden bis in die 1940er-Jahre Bausteine aus den Überresten der Burg entfernt und für örtliche Bauvorhaben eingesetzt.
Das Burggelände wurde dann an die Gemeindeverwaltung von Deddington verkauft. Die Gemeindeverwaltung wollte 1947 Tennisplätze in der Kernburg anlegen lassen, aber, als die Arbeiten begannen, gruben die Bauarbeiter mittelalterliche Tongefäße und Dachplatten der Burg aus. Die Bauarbeiten wurden eingestellt und das Ashmolean Museum in Oxford finanzierte eine archäologische Untersuchung durch Edward Jope und Richard Threlfall, die sich bis 1953 hinzog. Die Pläne zum Bau von Tennisplätzen konnte man leicht fallen lassen, weil die Funde wesentlich interessanter waren, und das Burggelände wurde stattdessen in einen öffentlichen Park umgewandelt. Eine weitere Phase archäologischer Untersuchungen erstreckte sich von 1977 bis 1979, wurde von der Queen’s University Belfast finanziert und von Richard Ivens geleitet.
Heute, im 21. Jahrhundert, sind nur noch Erdwerke der Burg erhalten. Der westliche Burghof wird von der Gemeindeverwaltung verwaltet und die Kernburg von English Heritage, während der östliche Burghof weiterhin landwirtschaftlich genutzt wird. Das gesamte Gelände gilt als Scheduled Monument.